# Асенхо, Серхио
Се́рхио Асе́нхо Андре́с (исп. Sergio Asenjo Andrés; 28 июня 1989, Паленсия) — испанский футболист, вратарь.

## Клубная карьера
Родившийся в городе Паленсия, Кастилия и Леон, Асенхо начал играть за юношеские составы клуба «Вальядолид» и вскоре оказался одним из лучших игроков.
8 июля 2009 года Асенхо перешёл в клуб «Атлетико Мадрид», сумма трансфера составила 5 миллионов евро, срок контракта — 4 года. В составе «Атлетико Мадрид» он стал обладателем кубка Лиги Европы 2009/10.
В 2013 году Серхио перешёл в «Вильярреал» на правах аренды сроком на один год с возможностью последующего выкупа. В свой первый год он отлично проявил себя, пропустив всего три матча чемпионата и сохранив ворота «сухими» в девяти матчах. Благодаря этому команда вышла в раунд плей-офф Лиги Европы УЕФА. По окончании сезона Серхио подписал постоянный пятилетний контракт с клубом.
7 июля 2022 года Асенхо вернулся в «Вальядолид» в качестве свободного агента. Контракт был заключен до июня 2024 года, но спустя год, 1 сентября 2023 года, соглашение между сторонами было расторгнуто.
24 июля 2024 года объявил о завершении карьеры.

## Карьера в сборной
В 2006 году Асенхо был вызван в испанскую юношескую сборную и, проведя все матчи в стартовом составе, завоевал в её составе бронзовые медали чемпионата Европы.

## Достижения
«Атлетико Мадрид»
- Победитель Лиги Европы УЕФА: 2009/10
- Обладатель Суперкубка УЕФА: 2010
- Обладатель Кубка Испании: 2012/13

«Вильярреал»
- Победитель Лиги Европы УЕФА: 2020/21

Сборная Испании U19
- UEFA U-19 Championship: 2007